# Cratichneumon alternans
Cratichneumon alternans là một loài tò vò trong họ Ichneumonidae.